# نان بدون ورز
نان بدون ورز روشی برای پخت نان است که به جای ورز دادن از زمان تخمیر بسیار طولانی استفاده می‌شود تا رشته‌های گلوتن تشکیل شده و بافت نان شکل گیرد.
این روش قدیمی است، اما از زمانی که استفاده از نان‌هایی که نیاز به ورز دادن داشتند، مرسوم شد، دوباره رایج شده است.
در برخی از دستور العمل‌ها کیفیت نان را با پختن نان در اجاق هلندی که یک روش سنتی است، بهبود می‌بخشد.

## روش
روش اصلی این است که آرد، آب، نمک و مخمر را مخلوط کنید، اجازه دهید تا زمانی که گلوتن به وجود بیاید تخمیر شود - معمولاً ۱۲ ساعت یا بیشتر، گاهی اوقات خمیر را در یخچال قرار می‌دهند تا این زمان سپری شود. این روش پخت یک نان را طولانی می‌کند و با روش خمیری که در سه یا چهار ساعت عمل می‌آید متفاوت است، اما نیاز به ورز دادن را از بین می‌برد.